# Крушево (Столац)
Крушево је насељено мјесто у Босни и Херцеговини у општини Столац које административно припада Федерацији Босне и Херцеговине. Према попису становништва из 1991. у насељу је живјело 300 становника.

## Географија
Крушево се налаши у Доњој Херцеговини на пољу у кршу окружено брдима и подбрђима. Локација не може бити у потпуности тачно одређена због велике просторне величине и мноштва засеока. Налази се на југозападу од Стоца близу границе са Републиком Српском (Поплатом у Општини Берковићи).

## Становништво
| Демографија | Демографија | Демографија |
| Година      | Становника  | Становника  |
| ----------- | ----------- | ----------- |
| 1991.       | 300         |             |